# 石头希迁
石頭希遷（700年—790年），俗姓陳，端州高要（今廣東省肇慶市）人，唐代佛教禅宗比丘、禪师，人稱石头和尚、石頭大師，法嗣江西青原行思禪師，為石頭宗之開創者。諡號無際大師。

## 生平
禪師俗姓陳，為端州高要（今廣東省肇慶市）人，其幼年時即心向佛學，有志於出家，不滿鄉里宰殺犧牲、祭祀鬼神的風俗，曾數次阻撓。
先天元年（712年），希遷時年約十三、四歲，六祖惠能從曹溪（今廣東省韶關市）回故鄉新州（今廣東省新興縣）修建國恩寺，高要正位處兩地之間。學者楊曾文認為希遷應是在此時拜會六祖並出家成為沙彌，《祖堂集》中並有六祖為希遷摩頂、稱讚其堪為法嗣之記載，不過六祖隔年即圓寂。
開元十六年（723年），希遷在羅浮山受具足戒，並在此研究戒律，在此期間因閱讀《肇論‧涅槃無名論》而了解「法身無量」、物我一體的道理。
後希遷聽聞六祖弟子青原行思在廬陵（今江西省吉安縣）清涼山（青原山）淨居寺傳授禪法，於是前往參謁及修禪，《祖堂集》記載兩人初見時，行思問希遷「到曹溪得個什麼物來」，希遷則回答「未到曹溪亦不曾失」，學者楊曾文認為此回答體現「自性本來圓滿」的思想。希遷善於辯論，受到行思器重並稱讚其「眾角雖多，一麟已足」。行思後命希遷持書前往六祖門下南嶽懷讓處參訪，日後也付法於希遷。
天寶元年（742年），希遷在南岳衡山南台寺東方一块巨石上结庐而居，人称「石头和尚」，門下弟子也日漸增加。同時也在南嶽的禪僧尚有南嶽懷讓、南嶽堅固、北宗普寂的弟子明瓚。
廣德二年（764年）希遷應門徒要求到潭州梁端弘法，其徒招提慧朗亦隨行，此後希遷便來回於南嶽與梁端之間，希遷居於湖南，與師承南嶽懷讓、居於江西南康的馬祖道一禪師齊名，兩人皆有眾多弟子參學，稱為「並世二大士」、「禪林雙壁」、「江西湖南」。於湖南一帶接受希遷教化之修行僧被稱為「湖南海眾」，相對於江西一帶接受道一教化者則稱為「江西雲衲」，兩類僧眾合稱「江湖僧」、「江湖眾」，簡稱「江湖」。
希遷晚年付法給藥山惟儼。貞元六年（790年）十二月二十五日希遷圓寂，世壽九十一，僧臘六十三，肉身不腐，以全身舍利供奉於楚寧寺。其弟子慧朗、興國振朗、波利（或作「尸利」）、天皇道悟、道銑、智舟等人共同為其於東嶺（南嶽南台山蹠）建塔。長慶元年左右慧朗之徒、國子博士劉軻與道銑相遇，道銑向劉軻談論希遷所傳之法，劉軻遂為希遷撰碑紀錄生平。

## 師承
- 青原行思

## 弟子
- 藥山惟儼
- 天皇道悟
- 招提慧朗

## 禪風
石头希迁這一系禪法，被稱為石頭宗。提出“触目是道”的禅宗修行方法，有「石頭路滑」之稱。
希遷的弟子有天皇道悟、潮州大顛、藥山惟儼等人，而後門下各有賢傑弟子，创禅宗曹洞宗、法眼宗、云门宗。

## 肉身佛逸事
抗日战争时期，日本间谍渡边四郎（另一种说法是牙医山崎彪）以牙科医生作为掩护，搜罗中华民国的文物，毒死南台寺的和尚，把石头希迁的肉身像偷走，从福建漳州经上海运抵日本。
1924年，山崎彪写下《无际大师之由来》，他把肉身像放在京都大学博物馆收藏了12年，并且放置到日本大正博览会展出，又成立“石头和尚无际大师仰赞会”，后来把肉身像藏到青梅市，并且建立寺院供奉。
1961年，“日本肉身研究小组”用5万日元买下肉身像，运送到早稻田大学和新潟大学，1975年从新潟大学医学部送到横滨市总持寺供奉。
1975年6月20日，香港《快报》发表《无际大师肉身供奉东瀛》的文章，引发海内外华人关注。
1993年，中国社会科学院哲学研究所日籍华裔滕颖教授到日本横滨市曹洞宗大本山总持寺、永平寺、宗务厅、驹泽大学等寻访，得知石头希迁肉身像供奉于总持寺。日本出版了《无际大师肉身》。日本曹洞宗则把其肉身像视为国宝。
1995年，日本总持寺主持斋藤信义表示愿归还“肉身和尚”的意向，但是没有下文。
2002年，正一灵宫翻修，上书对联“华夏东瀛遍漉慈悲泽众生”，下联为“沧海桑田不忘山兜是故地”。
不过，宋朝陈田夫所著的《南岳总胜集》中楚宁寺篇写到“在庙西十五里，乃南台迁禅师瘗骨处”，则表示石头希迁没有留下肉身。

## 著作
石头希迁著有《草庵歌》與《參同契》，此《參同契》与东汉魏伯阳所着《周易參同契》不同。《周易參同契》是道家炼丹修行方法；石头希迁所着《參同契》为一首二百二十字的偈颂：
《参同契》：
|  | 竺土大仙心，东西密相付。人根有利钝，道无南北祖。灵源明皎洁，枝派暗流注。执事元是迷，契理亦非悟。门门一切境，回互不回互。回而更相涉，不尔依位注。色本殊质象，声元异乐苦。暗合上中言，明明清浊句。四大性自复，如子得其母。火热风动摇，水湿地坚固。眼色耳音声，鼻香舌咸醋。依然一一法，依根叶分布。本末须归宗，尊卑用其语。当明中有暗，勿以暗相遇，当暗中有明，勿以明相睹。明暗各相对，比如前后步。万物自有功，当言用及处。事存函盖合，理应箭锋拄。承言须会宗，勿自立规矩。触目不会道，运足焉知路？进步非近远，迷隔山河固。谨白参玄人，光阴莫虚度。 |

《草庵歌》：
|  | 吾结草庵无宝贝，饭了从容图睡快。成时视见茅草新，破后还将茅草盖。住庵人，镇常在，不属中间与内外。世人住处我不住，世人爱处我不爱。庵虽小，含法界，方丈老人相体解。上乘菩萨信无疑，中下闻之必生怪。问此庵，坏不坏，坏与不坏主元在。不居南北与东西，基址坚牢以为最。青林下，明窗内，玉殿琼楼未为对。衲被蒙头万事休，此时山僧都不会。住此庵，休作解，谁夸铺席图人买？回光返照便归来，廓达灵根非向背。遇祖师，亲训诲，结草为庵莫生退。百年抛却任纵横，摆手便行且无罪。千种言，万般解，只要教君长不昧。欲识庵中不死人，岂离而今遮皮袋。 |

《心药方》，给李泌
|  | 慈悲心一片，好肚肠一条，温柔半两，道理三分，信行要紧，中直一块，孝顺十分，老实一个，阴骘全用，方便不拘多少。此药用宽心锅内炒，不要焦，不要燥，去火性三分，于平等盆内研碎。三思为末，六波罗蜜为丸，如菩提子大。每日进三服，不拘时候，用和气汤送下。果能依此服之，无病不瘥。切忌言清行浊，利己损人，暗中箭，肚中毒，笑里刀，两头蛇，平地起风波。以上七件，速须戒之。以前十味，若能全用，可以致上福上寿。成佛作祖。若用其四五味者，亦可灭罪延年，消灾免患。各方俱不用，后悔无所补，虽[[]]扁鹊卢医，所谓病在膏肓，亦难疗矣；纵祷天地，祝神明，悉徒然哉。况此方不误主雇，不费药金，不劳煎煮，何不服之？ 偈曰： 此方绝妙合天机，不用卢师扁鹊医； 劝善男并信女，急须对治莫狐疑。 |

## 外部連結
- 禅宗八祖石头希迁 （页面存档备份，存于）
- 石頭希遷禪師

（页面存档备份，存于）